# Homero Aridjis

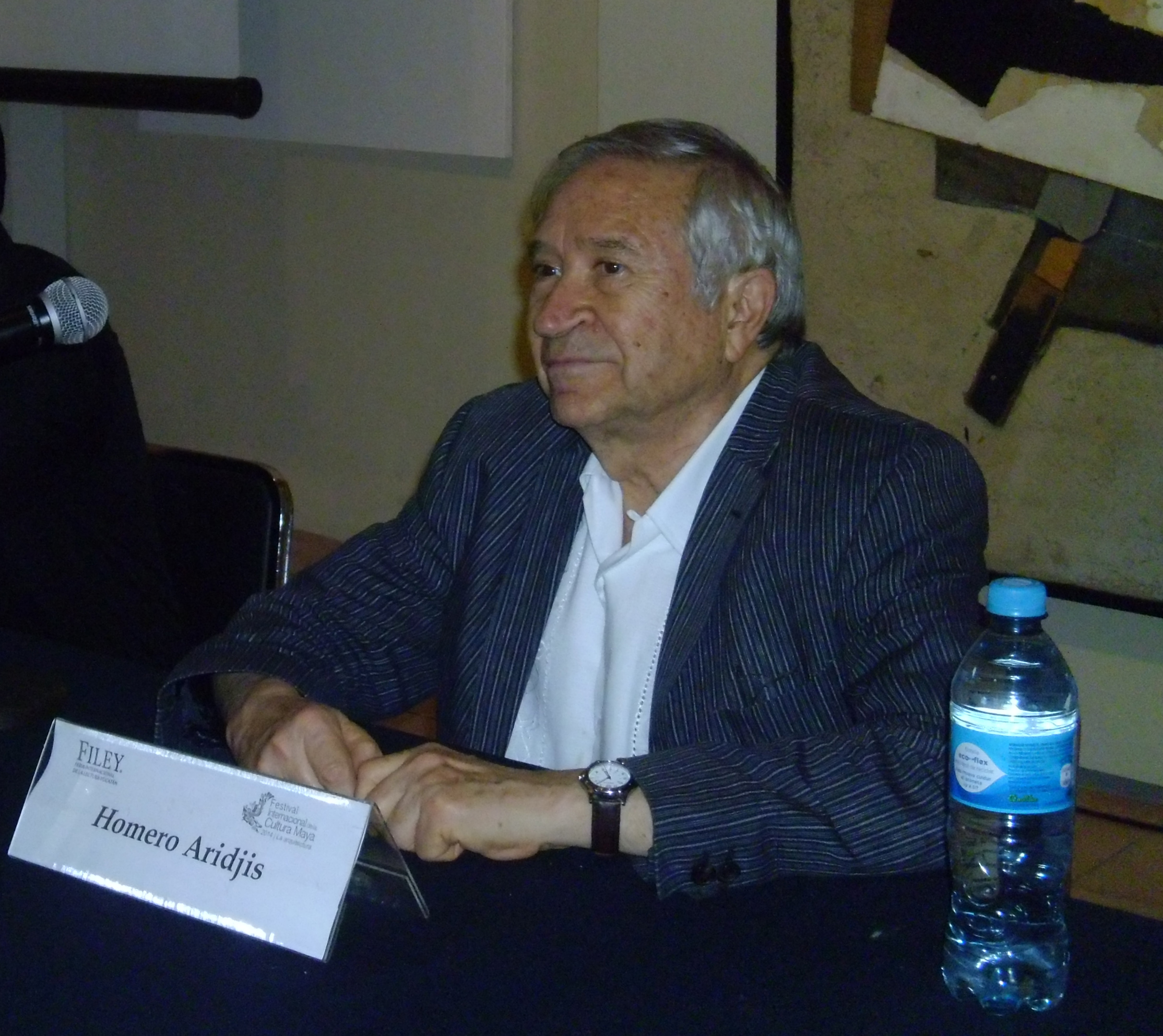
Homero Aridjis

Homero Aridjis (* 6. března 1940, Contepec, Mexiko) je mexický spisovatel, diplomat a jeden z nejvýznamnějších představitelů latinskoamerické literatury.

## Život a dílo
Aridjisův otec byl Řek, matka Mexičanka a Homero byl nejmladší z pěti bratrů. Aridjis má dvě dcery, jedna z nich je též spisovatelkou, druhá se věnuje filmu. Vystudoval žurnalistiku a později pracoval v diplomatických službách - byl např. mexickým kulturním přidělencem v Holandsku a velvyslancem ve Švýcarsku. Je autorem 38 prozaických i lyrických knih a jeho díla jsou překládána do mnoha jazyků. Tvoří i dramata a knihy pro děti. Šest let (1997-2003) působil jako prezident Mezinárodního PEN Klubu.
V roce 1985 založil Skupinu 100, společenství spisovatelů, umělců a vědců sdružených pod heslem "Ekologie je poezie". Začal psát ve velmi raném věku, sám uvádí, že již v jedenácti letech, kdy přežil tragickou nehodu, která nesmazatelně poznamenala jeho život. V devatenácti letech zvítězil se svým příspěvkem ve školní literární soutěži a byl oceněn - the Mexican Writers’ Centre a v roce 1964 se stal nejmladším oceněným spisovatelem a obdržel v kategorii nejlepší kniha roku (konkrétně šlo o knihu s názvem Mirándola dormir) cenu Xavier Villaurrutia Prize.
Dále je držitelem cen: Diana-Novedades Prize, Grinzane-Cavour Prize, Prix Roger Caillois, Smederevo Golden Key, Erendira State Prize for the Arts, dvě Guggenheim Fellowships, the UNEP Global 500 Award, Orion Society’s John Hay Award, NRDC’s Force for Nature Award, a Mikhail Gorbachev a Global Green’s International Environmental Leadership Award. Od roku 2007 působí jako mexický ambasador pro UNESCO. Jako novinář pracoval od roku 1994 pro mexické noviny a tématem jeho článků byla především politika, problémy životního prostředí a literární otázky.
Vydal řadu básnických sbírek, např. Mirándola dormir (1964, Dívat se, jak spí), Perséfone (1967, Persefoné), Quemar las naves (1975, Pálení lodí), několik románů, např. Memorias de Nuevo Mundo. Los Hombres que cayeron del cielo (1988, Vzpomínky z Nového světa. Lidé, kteří spadli z nebe) či La leyenda de los soles (1993, Legenda o sluncích) a divadelní hru El gran teatro del fin del mundo (1989, Velké divadlo konce světa). Jeho díla byla přeložena do řady jazyků, český překlad se dosud neobjevil.